# Марков, Сергей Владимирович
Сергей Владимирович Марков (1828—1907) — русский государственный деятель, член Государственного совета Российской империи.

## Биография
В 1840-х годах окончил Школу Гвардейских Подпрапорщиков и Кавалерийских Юнкеров. Вышел на службу в лейб-гвардии Измайловский полк. Участвовал в Венгерской и Севастопольской кампаниях, закончил военную службу адъютантом командира Гвардейского Корпуса.
В полку прослужил до 1851, когда с чином штабс-капитана вышел в отставку и, зачисленный на гражданскую службу, поступил в Департамент сельского хозяйства Министерства государственных имуществ.
В 1853 году вернулся на службу в полк и во время Крымской войны 1853—1856 был назначен адъютантом при командире Гвардейского корпуса, а в 1855 назначен адъютантом штаба Гвардейского корпуса.
С 1862 года, снова выйдя в отставку, по приглашению директора департамента податей и сборов К. К. Грота служил в Министерстве финансов, принимал деятельное участие во введении акцизной системы. С 1878 г. — управляющий акцизными сборами в Воронежской губернии, позже — в Эстляндской губернии (1883). В 1892—1896 годах — директор департамента неокладных сборов в Министерстве финансов.
Был главным помощником графа С. Ю. Витте в его реформе казенной продажи питей (введении питейной монополии) в России. Позже Витте писал о нём, как о человеке «очень благородном, прекрасных правил, решительном и принципиальном... но с довольно узким образованием и не особенно выдающимся умом».
В 1884 году участвовал в работе комиссии по пересмотру существовавших правил о винокурении, в 1896 был произведён в действительные тайные советники.
Член Государственного совета (1902).
Удостоен ряда высших наград, включая орден Св. Александра Невского.

## Семья
Был женат на Зинаиде Евграфовне Ковалевской (1835—1905), дочери министра просвещения Е. П. Ковалевского.
Сын — Владимир Сергеевич Марков. Воспитывался в Императорском Александровском Лицее, после отбывания воинской повинности служил в Министерстве иностранных дел, затем - в Министерстве финансов, а в начале Первой Мировой войны был назначен в распоряжение главного начальника Одесского Военного Округа и одесского генерал-губернатора, генерала от инфантерии Эбелова.
Внук — Сергей Владимирович Марков (1898—1944) — корнет Крымского Конного Её Величества полка. Пасынок ялтинского градоначальника генерала Думбадзе. Участвовал в попытке спасти царскую семью. Впоследствии перебрался в Киев, откуда ушёл вместе с отступавшими немецкими войсками. В 1928 году в Вене вышла его книга воспоминаний «Покинутая царская семья».